# Aquilegia flavescens
Aquilegia flavescens, és una espècie de planta herbàcia que pertany a la família de les ranunculàcies. És nativa de les de les praderies de muntanya, boscos oberts i pendents alpins de les muntanyes Rocoses des del nord de Utah (Estats Units) a la Colúmbia Britànica i Alberta (Canadà).

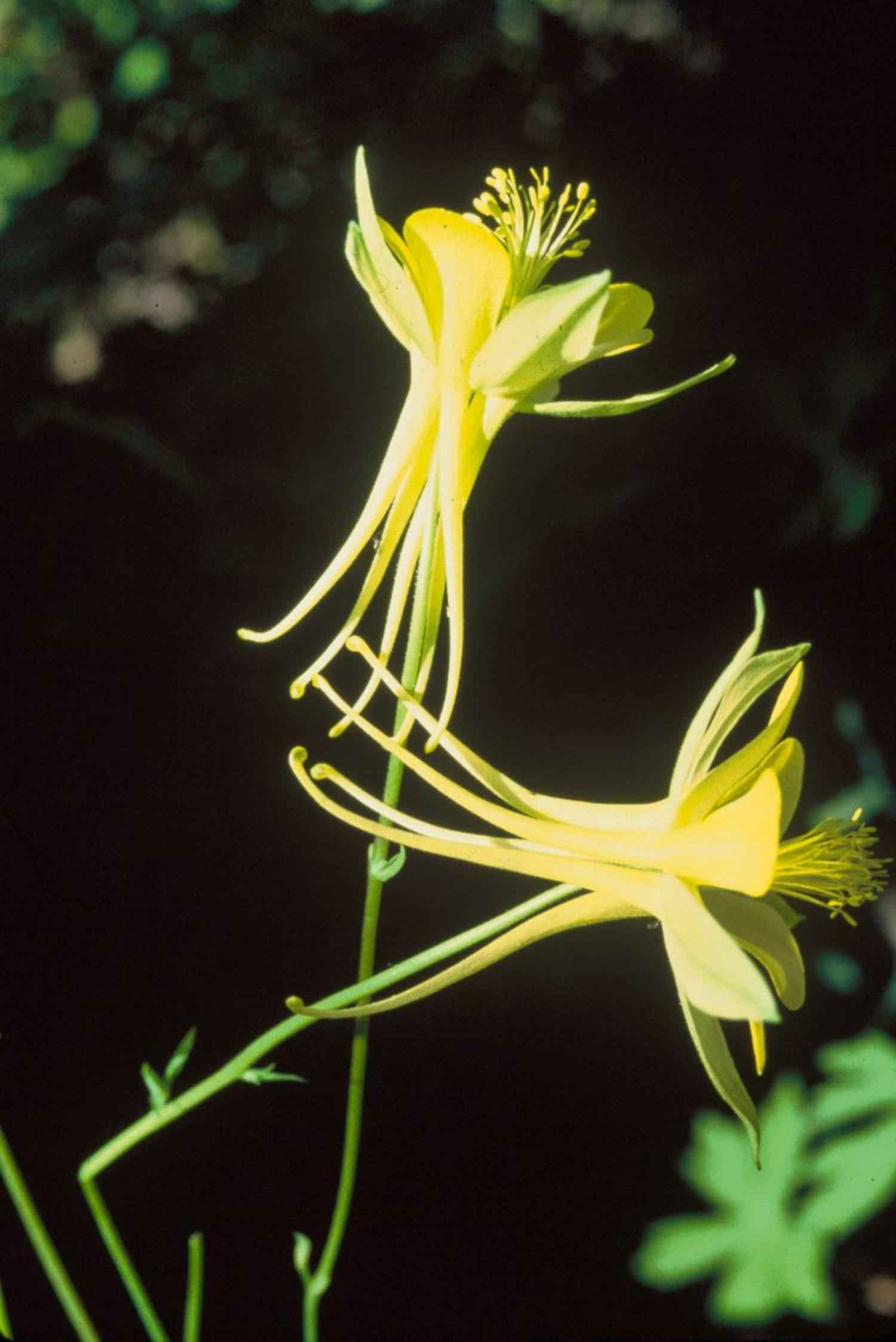
Flors

## Descripció
La planta pot créixer fins als 20-70 cm d'alçada. Mentre que la forma més comuna de les flors, és el color groc, parts de les flors també poden ser de color groc rosat, gerd rosat, blanc i crema.

## Taxonomia
Aquilegia flavescens, va ser descrita per Sereno Watson i publicat a United States Geological Expolration of the Fortieth Parallel Vol. 5, Botany 10, a l'any 1871.
Etimologia
Aquilegia : nom genèric que deriva del llatí aquila = "àguila", en referència a la forma dels pètals de la qual se'n diu que és com l'urpa d'una àguila.
flavescens: epítet llatí que significa "de color groguenc".
Sinonímia
- Aquilegia caerulea var. flavescens (S.Watson) G.Lawson
- Aquilegia canadensis var. aurea Roezl
- Aquilegia canadensis var. depauperata (M.E.Jones) K.C.Davis
- Aquilegia canadensis subsp. flavescens (S.Watson) Brühl
- Aquilegia canadensis var. flavescens (S.Watson) K.C.Davis
- Aquilegia coerulea var. flavescens (S. Watson) M.E. Jones
- Aquilegia depauperata M.E.Jones
- Aquilegia flavescens f. minor Tidestr.
- Aquilegia formosa var. flavescens (S.Watson) Hook.f.
- Aquilegia formosa var. flavescens (S. Watson) M. Peck[4]